# Fürstentum Germania

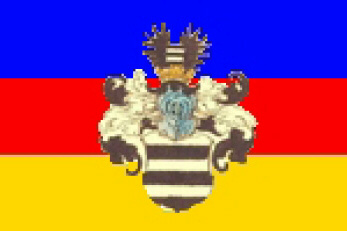
Flagge des Fürstentums Germania

Das Fürstentum Germania war eine Mikronation, die im Jahre 2009 drei Monate lang in einem baufälligen, als „Schloss“ bezeichneten ehemaligen Gutshaus im brandenburgischen Krampfer, Gemeinde Plattenburg, residierte. Über dieses Projekt wurde regional und bei Spiegel TV berichtet. Das öffentliche Interesse richtete sich vor allem auf vermutete Beziehungen zum Rechtsextremismus.

## Geschichte

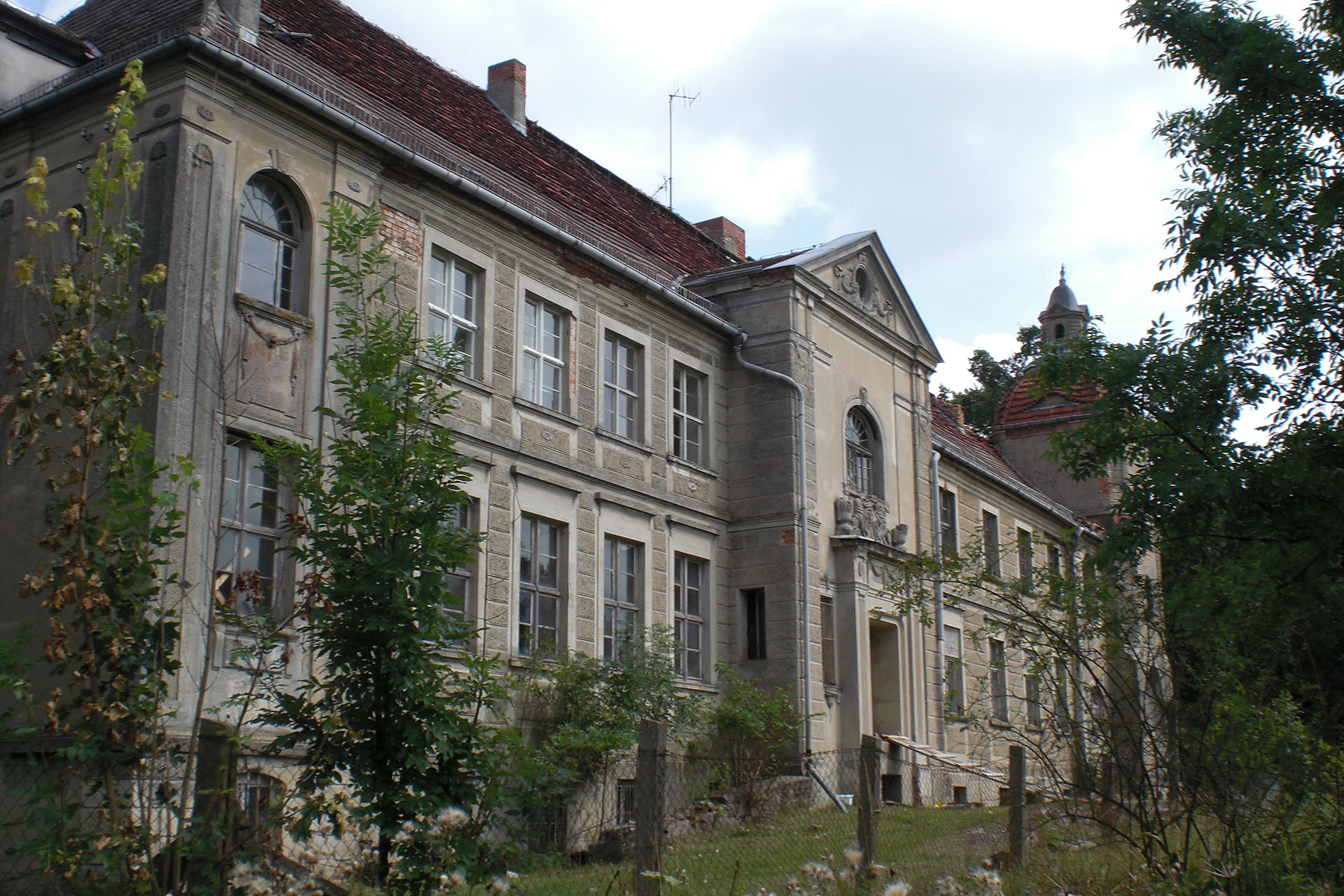
„Schloss Krampfer“

Ende 2008 erwarb Michael Freiherr von Pallandt das Gutshaus Moellendorff und das zugehörige Gelände mit dem Ziel, ein souveränes und autarkes „Fürstentum“ zu gründen. Das sogenannte Schloss, eigentlich nur ein Gutshaus der preußischen Adelsfamilie Moellendorff aus der Mitte des 18. Jahrhunderts, war zu diesem Zeitpunkt praktisch unbewohnbar. Es war zum Teil einsturzgefährdet und verfügte weder über fließendes Wasser noch über einen Anschluss an die Kanalisation.
Am 15. Februar 2009 startete das „Fürstentum“ mit einer offiziellen Proklamation als „basisdemokratischer Kirchenstaat“. Zur Anzahl der „Bürger“ dieses „Staates“ liegen keine verlässlichen Daten vor. Die Berliner Morgenpost berichtete, dass sich während Wochenendveranstaltungen mitunter mehr als 150 Personen auf dem Grundstück aufgehalten haben sollen, aber die Zahl der Bewohner des Anwesens wesentlich geringer war. Nach eigenen Angaben hatte das Fürstentum zeitweilig 300 „Bürger“. Wegen der anhaltenden Weigerung, baurechtliche Auflagen zu erfüllen, ließ die Verwaltung des Landkreises am 19. Mai 2009 das Gutshaus räumen und versiegeln. Zu diesem Zeitpunkt befanden sich neben dem „Fürsten“ nur zwei weitere Personen in dem Gebäude.

## Vertreter
Repräsentanten des Fürstentums waren neben von Pallandt, der als Fürst fungierte und das Unternehmen finanzierte, aber nach dem Gründungsakt weitgehend im Hintergrund blieb, vor allem die Verschwörungstheoretiker Jessie Marsson und Jo Conrad. Die Vertretung der Mikronation nach außen übernahm hauptsächlich Conrad. Marsson fiel vor allem durch provokative antisemitische Äußerungen in der Öffentlichkeit auf, die dem Ansehen des Projekts erheblich schadeten. Keine der drei genannten Personen bewohnte das Gebäude dauerhaft.

## Anhängerschaft
Die Anhängerschaft des Fürstentums war sehr heterogen und entstammte diversen alternativen Milieus. Die grundlegende Gemeinsamkeit bestand in einer Unzufriedenheit mit den gesellschaftlichen Verhältnissen und in der Suche nach Alternativen. Von Bedeutung waren dabei vor allem esoterische Konzepte, Verschwörungstheorien und die Vorstellung eines Fortbestehens des Deutschen Reiches im Sinne der Reichsbürgerbewegung. Diese Vorstellung, verbunden mit der Ablehnung der Bundesrepublik Deutschland und der Behauptung, es mangele dieser an einer völkerrechtlichen und verfassungsrechtlichen Grundlage, floss auch in die „Verfassung“ des Fürstentums ein. Die geschichtsrevisionistischen Ansichten der „Reichsbürger“ führten neben den antisemitischen Provokationen Marssons dazu, dass das Fürstentum den Ruf eines rechtsextremistischen Projekts erlangte.

## Aktivitäten
Das Fürstentum war als autarkes Gemeinwesen mit basisdemokratischer Organisation konzipiert. In diesem Zusammenhang wurden zahlreiche Projekte und Initiativen diskutiert, von denen jedoch nur wenige anfänglich in die Praxis umgesetzt wurden. Dabei handelte es sich vor allem um eine provisorische Instandsetzung von Teilen des baufälligen Gebäudes und um eine ökologisch ausgerichtete Bewirtschaftung des umliegenden Geländes. Versuche einer Verständigung mit anderen Bewohnern des Dorfes blieben in ersten Ansätzen stecken. Wesentlich mehr Resonanz erfuhren zwei vom Fürstentum betriebene Websites und Live-Übertragungen durch den Online-Fernsehsender Jeet-TV.

## Rezeption
Presse, Radio und Fernsehen berichteten vor allem regional und auf Landesebene über das Projekt. So brachte etwa der Rundfunk Berlin-Brandenburg am 3. März 2009 einen TV-Beitrag mit dem Titel Sekte will eigenes ‚Reich’ gründen. Darin werden die Bewohner als eine „Melange aus Antisemiten, Esoterik-Faschisten und Spinnern“ bezeichnet. Auch die weiteren Medienberichte waren zumeist kritisch, wobei neben Zweifeln an den Zielen besonders der Verdacht im Vordergrund stand, dass das „Fürstentum“ für rassistisches und antisemitisches Gedankengut offen sei. Diesem Verdacht gab insbesondere Marsson Vorschub, indem er sich vor laufender Kamera zu zynischen antisemitischen Äußerungen hinreißen ließ, aber auch Conrad gelang es nicht, die Befürchtungen zu zerstreuen, zumal er selbst bereits aufgrund früherer Publikationen als Antisemit galt.
Im Internet, wo das Fürstentum wesentlich aktiver war als auf „Schloss Krampfer“, fanden lebhafte Auseinandersetzungen zwischen Anhängern, Sympathisanten und Kritikern statt, insbesondere im Rahmen des Nu Era Netzwerks. Zunächst überwogen Diskussionen innerhalb der Anhängerschaft, doch dann kamen auch kritische Fragen gegenüber Positionen auf, die in der Anhängerschaft vertreten wurden, etwa die Germanische Neue Medizin oder die Konzepte der Eigenstaatlichkeit und der Autarkie. Die überwiegend esoterisch oder verschwörungstheoretisch ausgerichteten Anhänger hatten fundierter Kritik wenig entgegenzusetzen. In der Folge wurde das bislang offene Forum bei Nu Era auf einen internen Kreis begrenzt und schließlich aufgegeben.
In der Gemeinde Plattenburg stieß das Projekt auch deshalb auf erhebliche Vorbehalte, weil 2007 das Gerücht aufgekommen war, dass der bekannte Neonazi Jürgen Rieger in dem nur zwei Kilometer von Krampfer entfernten Dorf Kleinow ein Grundstück erwerben wolle, und dies zu massiven Abwehrreaktionen in der Bevölkerung und bei den Behörden geführt hatte.